# 조슈아 웡
조슈아 웡(영어: Joshua Wong, 1996년 10월 13일 ~ ) 또는 웡지풍(중국어: 黃之鋒)은 홍콩의 시민운동가이다. United Christian College의 학생이며, 홍콩 공개 대학의 대학생이다. 학생 단체 학민사조 주최자로 중화인민공화국의 애국교육방침을 철회시키고 2014년 홍콩 시위에서 학생의 참여를 주도하여 주목받고 있다.

## 일생
루터교 신자 가정에서 태어나 종교적인 영향을 받고 소외 계층에 많은 관심을 가져 자원 봉사 활동을 했다. 학교도 기독교 계통의 학교를 졸업했다. 난독증 장애를 가지고 있고, 아버지는 정보 통신 업계 종사자였다고 한다.

## 활동
17세 때부터 학생 단체인 '학민사조(學民思潮)'를 설립하고 중국의 정치적 및 사회적 간섭에 반발하여 수 차례 평화적 민주주의 운동을 했다. 첫 활동은 2010년에 있었던 본토-홍콩 고속 철도 연결 반대 시위이다. 대표적으로 일명 '우산 혁명'이라고 불리는 2014년 홍콩 시위를 주도한 바 있다.
그의 리더십과 학생 운동은 상당한 영향을 미쳤고, 타임지에 '2014년 올해의 인물'로 선정되었다. 또 2015년 포춘지에 '세계 최고의 지도자' 중 한 명으로 뽑혔으며, 프랑스 통신사에 '2014년 가장 영향력 있는 사람 10명'으로 선정되었다. 2017년에는 노벨 평화상 후보로까지 지명되었다.
2016년 4월, 민주파 정당 '데모시스토'를 설립하였고 비서장을 2019년까지 맡고 있다.
2018년 1월 2014년에 있었던 몽콕 시위 현장에서 법원 명령을 지키지 않았다는 이유로 유죄 판결을 받고 수감되었다가 1년 6개월 만에 가석방되었다.
2019년부터 2019년 홍콩 시위를 주도하고 있으며, 6월에는 캐리 람 행정 장관 사퇴를 요구했다.
8월 30일 다시 홍콩 당국에 체포되었다가 조사를 받고 오후에 석방됐다.
9월 8일 다시 체포되었다. 10일 다시 석방된 후 독일행 비행기를 탑승하였다. 이날 독일 기자 회견에서는 자신들이 새로운 냉전 시대에 있다면 홍콩은 새로운 베를린 장벽이고, 자유 세계가 중국의 권위주의 정권에 저항하는 자신들과 함께 하기를 촉구한다고 말했다. 중국 정부에 대항하지만 중국 자체에 대한 비난은 하지 않는 편이고 주로 시진핑 중국 국가 주석과 중국공산당에 대해서 독재자라며 직설적으로 비판한다. 홍콩의 상황을 냉전 당시 소련의 위성국 동독에 비유하고 중국의 상황을 당시 소련에 비유하면서 소련의 지배를 겪은 동독 시절의 정치인과 언론인이 많은 독일에서 서방의 지지를 유도하고 있다.
제1세계는 조슈아를 민주화 투사로 찬양하지만 중국 정부와 언론은 한간, 즉 매국노로 부른다고 한다.
28일 우산 혁명 5주년을 기념하는 대규모 집회를 앞두고 연 인터뷰에서 11월 예정된 지방 의회 선거에 출마하겠다고 선언했다. 무소속으로 출마하며, '사우스 호라이즌 웨스트(South Horizons West, 海怡西)' 선거구에서 현재 구의원을 맡은 친중파 정당 신민당(新民黨)의 찬가푸이(陳家珮, Judy Chan)와 맞붙을 예정이었다.
10월 10일 한국 언론과의 인터뷰에서 한국 대통령과 정치인들에게 홍콩에 대해 침묵하지 말라고 호소했다.
하지만 홍콩 선거 관리 위원회는 조슈아가 홍콩의 독립을 추구한다며 그의 출마를 막았다. 조슈아 본인은 이를 부정하였지만 끝내 그의 구의원 선거 입후보 자격을 박탈당하였다. 이미 민주파들은 조슈아가 자격 박탈을 당할 것을 대비해서 람호보(林浩波, Kelvin Lam)를 후보로 등록시켰다.

## 기타
당연히 중국 정부에서는 눈엣가시와 같은 존재일 수밖에 없는데, 실제로 중국의 입김으로 구금당하거나 구속된 적도 많다. 2015년에는 길에서 모르는 남성에게 갑자기 폭행을 당해 부상으로 입원했으나 범인은 잡히지 않았다. 일각에서는 정황상 친중파나 중국 정부의 테러라고 주장하는 음모론자들도 있다. 현재 친중파들은 온라인에서도 조슈아에 대한 폭언을 퍼붓고 있다. 중화권 내 온라인 커뮤니티는 물론이고, 영어권 매체나 CNN 같은 유튜브의 뉴스 채널에도 몰려가 홍콩 시위 관련 영상마다 코멘트 란에 조슈아에 대한 조롱과 비하를 퍼붓고 있으며 이런 글들이 추천 수도 높다.
민주주의 시위의 모범 사례로 대한민국을 자주 언급하는 편이다. 매스컴과의 인터뷰 등에서도 한국의 민주화 운동이나 촛불 집회에서 영향을 받고 용기를 얻었다고 여러 차례 언급했다. 트위터에는 김대중 대통령의 연설이 담긴 영상도 올렸다.
트위터로 그레타 툰베리에 대한 지지 의사를 밝힌 바 있다. 툰베리도 그와 함께 한다며 조슈아에 대한 지지 의사를 밝혔다.

## 같이 보기
- 사랑과 평화의 중완 점령